# Jens Schumacher

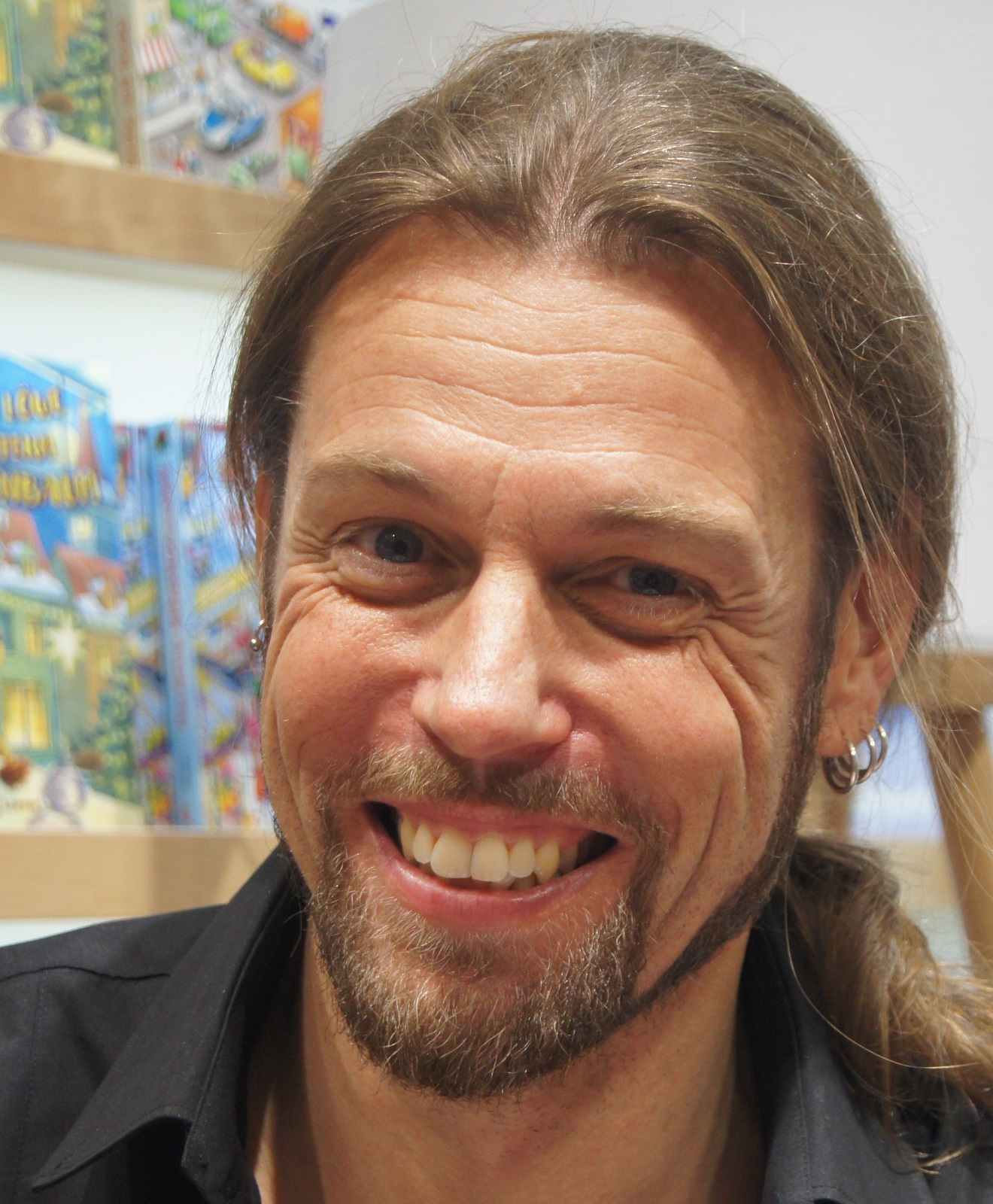
Jens Schumacher (2018)

Jens Schumacher (* 17. April 1974 in Mainz) ist ein deutscher Autor, der in verschiedenen Genres publiziert, darunter Kinder- und Jugendliteratur,  Kriminalliteratur und Fantasy.
Seit Mitte der 1990er Jahre erschienen, teilweise in Zusammenarbeit mit Co-Autoren (Wolfgang Hohlbein, Klaus-Peter Wolf, Volker Kutscher, Corinna Harder, Jens Lossau, Christian Humberg), Thriller, Erzählbände, Sachbücher, Jugendserien sowie Gesellschaftsspiele (u. a. diverse Episoden des Rätselspiels Black Stories), die auch übersetzt wurden. Seit 2009 schreibt er Die Welt der 1000 Abenteuer, eine Spielbuchserie für Kinder und Jugendliche. Im Jahr 2013 wurde er mit dem Hausacher Stadtschreiberstipendium ausgezeichnet, 2017 erhielt er den Saarländischen Kinder- und Jugendbuchpreis. Der Autor lebt im Saarland.

## Werke

### Kinder- und Jugendbücher

#### Verrückte Lücken
- Verrückte Lücken – Total maskierte Ninjageschichten, Loewe 2020
- Verrückte Lücken – Geschichten vom verrückten Professor, Loewe 2019
- Verrückte Lücken – Total bissige Haustiergeschichten, Loewe 2019
- Verrückte Lücken – Total stürmische Fußballgeschichten, Loewe 2019
- Verrückte Lücken – Total verrückte Klassenfahrtgeschichten, Loewe 2019
- Verrückte Lücken – Total fesselnde Krimigeschichten, Loewe 2019
- Verrückte Lücken – Total abgefahrene Urlaubsgeschichten, Loewe 2018
- Verrückte Lücken – Total magische Fantasiegeschichten, Loewe 2018
- Verrückte Lücken – Total finstere Gruselgeschichten, Loewe 2018
- Verrückte Lücken – Total spaßige Schulgeschichten, Loewe 2018

Die Welt der 1000 Abenteuer

#### Der Magische Stein
- Der Magische Stein –  Angriff der Wikinger, area 2007/Tandem 2009
- Der Magische Stein –  Im Land der Dinosaurier, area 2007/Tandem 2009
- Der Magische Stein –  Das Geheimnis der Goldgräberstadt, area 2006/Tandem 2009
- Der Magische Stein –  Ärger im alten Rom, area 2005/Tandem 2009
- Der Magische Stein –  Kampf dem Superhirn!, area 2006/Tandem 2009
- Der Magische Stein –  Der schwarze Ritter, area 2005/Tandem 2009
- Der Magische Stein –  Juwelenraub im Tower von London, area 2006/Tandem 2009
- Der Magische Stein –  Gigant der Tiefe, area 2006/Tandem 2009/Weltbild 2012 (Sammelausgabe)
- Der Magische Stein –  In der Gruft des Pharaos, area 2005/Tandem 2007/Weltbild 2012 (Sammelausgabe)
- Der Magische Stein –  Gefahr in der Eiszeit, area 2005/Tandem 2009/Weltbild 2012 (Sammelausgabe)
- Der Magische Stein –  Das Geisterschiff, area 2005/Tandem 2009/Weltbild 2012 (Sammelausgabe)/Tilda Marleen Verlag 2020
- Der Magische Stein –  Der Tempel von Atlantis, area 2005/Tandem 2009/Weltbild 2012 (Sammelausgabe)/Tilda Marleen Verlag 2017

#### Ambigua
- Ambigua - Der Fluch des dunklen Herrschers, Schneider 2009
- Ambigua - Das Zepter der Macht, Schneider 2009
- Ambigua - Der Sternstein von Mogonthûr, Schneider 2008

#### Lesen NERVT!
- Lesen NERVT! – Bücher? Weg damit!, arsEdition 2025
- Lesen NERVT! – Bücher? Voll anstrengend!, arsEdition 2024
- Lesen NERVT! – Bücher? Nein, danke!, arsEdition 2024

#### Asmoduin
- Asmoduin – Nervensäge in Not, Ueberreuter 2015
- Asmoduin –  Die Nervensäge kehrt zurück, Ueberreuter 2014
- Asmoduin –  Nervensäge aus der Hölle, Ueberreuter 2013

#### Alpha 2
- Alpha 2 –  Der Schatz von Sumura, Herder 2006
- Alpha 2 –  Schiff der Verdammten, Herder 2006
- Alpha 2 –  Angriff der Gmorffs, Herder 2006
- Alpha 2 –  Irrfahrt im All, Herder 2006

#### Professor Berkley
- Professor Berkleys kniffligste Fälle (Co-Autorin: Corinna Harder), Herder 2006
- Professor Berkley ... und die Gruft des Grafen (Co-Autorin: Corinna Harder), Herder 2006
- Professor Berkley ... und das Lächeln der Mona Lisa (Co-Autorin: Corinna Harder), Herder 2005/Ravensburger 2011
- Professor Berkley ... und der Hexer von Winfield (Co-Autorin: Corinna Harder), Herder 2005/Ravensburger 2011
- Professor Berkley ... und das Geheimnis der Baker Street (Co-Autorin: Corinna Harder), Herder 2005/Ravensburger 2011
- Professor Berkley ... und die Türme von Oxford (Co-Autorin: Corinna Harder), Herder 2005/Ravensburger 2011
- Professor Berkley ... und die Schmuggler vom Hochmoor (Co-Autorin: Corinna Harder), Herder 2004/Ravensburger 2010
- Professor Berkley ... und die Juwelen von Doningcourt Castle (Co-Autorin: Corinna Harder), Herder 2004/Ravensburger 2010
- Professor Berkley ... und die Nebel von London (Co-Autorin: Corinna Harder), Herder 2004/Ravensburger 2010
- Professor Berkley ... und die Katze der Baskervilles (Co-Autorin: Corinna Harder), Herder 2004/Ravensburger 2010

#### Das Buch mit dem Fluch
- Das Buch mit dem Fluch – Mach das weg!, arsEdition 2024
- VerFLUCHt witzig –  Die gruseligsten Witze zum Ablachen, arsEdition 2024
- Das Buch mit dem Fluch –  Schau nicht hier rein!, arsEdition 2023
- Das Freundebuch mit dem Fluch –  Schreib hier rein!, arsEdition 2022
- Das Buch mit dem Fluch –  Hol mich raus, aber zack!, arsEdition 2022
- Das Buch mit dem Fluch – Lass mich hier raus!, arsEdition 2021

#### Escape Room
- ESCAPE ROOM –  Flucht aus ... dem Geheimlabor, arsEdition 2022
- ESCAPE ROOM –  Flucht aus ... der Drachenburg, arsEdition 2022
- ESCAPE ROOM –  Flucht aus ... dem Weihnachts-Chaos, arsEdition 2021
- ESCAPE ROOM –  Flucht aus ... dem Geisterraumschiff, arsEdition 2021
- Escape Park –  Gefährliche Vergnügungen (Co-Autor: Wolfgang Hohlbein), arsEdition 2021
- ESCAPE ROOM –  Flucht aus ... der Vergangenheit, arsEdition 2020
- ESCAPE ROOM –  Flucht aus ... dem Haus der Geister, arsEdition 2020

#### Sonstige Werke
- Die Challenge deines Lebens – Überlebst du die Pubertät?, Loewe 2025
- Aufstand der Zwerge – Die Erdbebenmaschine, Ueberreuter 2019
- Monsterpark – Das Fantasy-Spielbuch, Truant Spiele 2017
- Morlo - Voll auf Steinzeit!, Ueberreuter 2016
- Deep - Gefahr aus der Tiefe, Loewe 2013/Mantikore 2022
- Frozen - Tod im Eis, Loewe 2012/Mantikore 2021
- Colafontäne & Monsterschleim (Co-Autorin: Corinna Harder), moses 2007
- Nessie, Yeti & Co. – Mysteriösen Wesen auf der Spur (Co-Autorin: Corinna Harder), Patmos 2006
- Die unheimliche Villa (Co-Autorin: Corinna Harder), moses 2004/Tilda Marleen Verlag 2014
- Top Secret - Das große Buch der Detektive (Co-Autorin: Corinna Harder), moses 2003

### Bücher für Erwachsene
- NO ESCAPE – Insel der Toten (Co-Autor: Wolfgang Hohlbein), Droemer Knaur 2022
- DU ENTSCHEIDEST! – Der tätowierte Tote, ars Edition 2021
- DU ENTSCHEIDEST! – Das Weihnachts-Ultimatum, ars Edition 2020
- Der Pfuhldrache (Co-Autor: Jens Lossau), Feder & Schwert 2018
- Der Hügel von Yhth, UB-Verlag 2016
- BONDify your Life (Co-Autor: Christian Humberg), Cross Cult 2015
- Die Tote im Görlitzer Park, Bastei Entertainment (E-Book) 2015
- Die Wüstengötter (Co-Autor: Jens Lossau), Feder & Schwert 2015
- Hetzjagd, Bastei Entertainment (E-Book) 2014
- Der Knochenhexer (Co-Autor: Jens Lossau), Feder & Schwert 2013
- Der Schädelschmied (Co-Autor: Jens Lossau), Lyx 2011/Feder & Schwert 2017
- Der Orksammler (Co-Autor: Jens Lossau), Lyx 2010/Feder & Schwert 2017
- Der Elbenschlächter (Co-Autor: Jens Lossau), Lyx 2010/Feder & Schwert 2016
- Der Rebenwolf (Co-Autor: Jens Lossau), Agiro 2007
- Die Menschenscheuche (Co-Autor: Jens Lossau), Societät 2004
- Das Mahnkopff-Prinzip (Co-Autor: Jens Lossau), Blitz 2004
- Der Luzifer-Plan (Co-Autor: Jens Lossau), Societät 2003/Droemer Knaur 2017
- Der Schädeltypograph (Co-Autor: Jens Lossau), Societät 2002/Droemer Knaur 2017
- Entitäten (Co-Autor: Jens Lossau), Ventil 1997
- Das Lied vom Untod, Ventil 1996
- Kanon der Melancholie (Co-Autor: Jens Lossau), Kurzgeschichten, Nitzsche 1996

### Spiele
- XPLORER KIDZ – Verschollen im Weltall, Oetinger 2025
- Black Stories – Cold Cases (Co-Autorin: Corinna Harder), moses, 2025
- SPINN DICH AUS – Zeitreisegeschichten (Co-Autorin: Maja Šimunić), arsEdition 2024
- SPINN DICH AUS – Fantasiegeschichten (Co-Autorin: Maja Šimunić), arsEdition 2024
- SPINN DICH AUS – Gruselgeschichten (Co-Autorin: Maja Šimunić), arsEdition 2024
- SPINN DICH AUS – Tiergeschichten (Co-Autorin: Maja Šimunić), arsEdition 2024
- XPLORER KIDZ – Das Geheimnis der Pyramide, Oetinger 2024
- XPLORER KIDZ – Das Geisterhaus im Nebelmoor, Oetinger 2024
- XPLORER KIDZ – Insel der Dinosaurier, Oetinger 2024
- Ostfriesenrätsel, arsEdition, 2023 (nach einer Idee von Klaus-Peter Wolf)
- Black Stories – Oh Unheilige Nacht (Co-Autorin: Corinna Harder), moses, 2023
- Black Stories – V.I.P. Fails (Co-Autorin: Corinna Harder), moses, 2023
- Fantasy-Quiz (Co-Autor: Thomas Scholz), Grupello, 2023
- Black Stories – Bloody True Crime (Co-Autorin: Corinna Harder), moses, 2023
- Ostfriesenspiel, arsEdition, 2022 (nach einer Idee von Klaus-Peter Wolf)
- Der nasse Fisch. Ein Escape-Krimi, arsEdition, 2022 (nach einer Idee von Volker Kutscher)
- Black Stories – Leichen, Pech & Pannen (Co-Autorin: Corinna Harder), moses, 2022
- ESCAPE ROOM – Eiskaltes Spiel, arsEdition, 2021
- Black Stories – True Crime (Co-Autorin: Corinna Harder), moses, 2021
- ESCAPE ROOM – Kluftinger in Gefahr, arsEdition, 2021 (nach einer Idee von Volker Klüpfel & Michael Kobr)
- Black Stories – Tödliche Weihnachten (Co-Autorin: Corinna Harder), moses, 2020
- Black Stories – Nightmare on Christmas (Co-Autorin: Corinna Harder), moses, 2020
- ESCAPE ROOM – Blutige Spur, arsEdition, 2020
- ESCAPE ROOM – In der Hand des Entführers, arsEdition, 2020
- Black Stories – Horror Movies Edition (Co-Autorin: Corinna Harder), moses, 2020
- Black Stories – Epic Fails Edition (Co-Autorin: Corinna Harder), moses, 2020
- Pulp Mania (Co-Autorin: Maja Šimunić), Truant Spiele 2019
- Black Stories – Bloody Cases Edition (Co-Autorin: Corinna Harder), moses, 2018
- Black Stories – Daily Disasters Edition (Co-Autorin: Corinna Harder), moses, 2018
- Black Stories – Mörderische Bescherung (Co-Autorin: Corinna Harder), moses, 2017
- Black Stories – Superheroes Edition (Co-Autorin: Corinna Harder), moses, 2017
- Black Stories – Strange World Edition (Co-Autorin: Corinna Harder), moses, 2017
- Monsterpark (Co-Autorin: Maja Šimunić), Truant Spiele 2016
- Last Man Falling, moses, 2015
- Black Stories – Dark Tales Edition (Co-Autorin: Corinna Harder), moses, 2015
- Black Stories – Funny Death Edition 2 (Co-Autorin: Corinna Harder), moses, 2014
- Black Stories – Christmas Edition 2 (Co-Autorin: Corinna Harder), moses, 2013
- Black Stories – Shit Happens Edition (Co-Autorin: Corinna Harder), moses, 2013
- Black Pete, moses, 2013
- Black Stories – Mittelalter Edition (Co-Autorin: Corinna Harder), moses, 2012
- Black Stories – Christmas Edition (Co-Autorin: Corinna Harder), moses, 2011/2012
- Black Stories – Funny Death Edition (Co-Autorin: Corinna Harder), moses 2011
- Black Stories – Krimi Edition (Co-Autorin: Corinna Harder), moses 2010
- Black Stories – Real Crime Edition (Co-Autorin: Corinna Harder), moses 2009

### Herausgaben
- Chaos, Action, Abenteuer, Mitteldeutscher Verlag 2018
- Autorenpatenschaften 28: Grusel, Spannung, fremde Welten (Co-Herausgeber: Jürgen Jankofsky), Mitteldeutscher Verlag 2017
- Autorenpatenschaften 14: Ausflug hinter magische Pforten (Co-Herausgeber: Jürgen Jankofsky), Mitteldeutscher Verlag 2015
- Dead Ends (Co-Herausgeber: Frank Festa), Ventil 1998

## Auszeichnungen
- Hausacher Stadtschreiberstipendium für Kinder- und Jugendbuch 2013
- Saarländischer Kinder- und Jugendbuchpreis 2017 für Morlo – Voll auf Steinzeit!
- HomBuch-Preis 2018 (Kategorie: Fantasy)[5]